# Алін Косте
Алін Косте (17 лютого 1992) — румунський плавець.
Учасник Олімпійських Ігор 2016 року, де в естафеті 4x100 метрів вільним стилем його збірна посіла 15-те місце і не потрапила до фіналу.